# サポートレース
サポートレース（Support Race）、またはサポートイベント（Support Event）とは、モータースポーツにおいてメインイベントとなるレース以外に行われるレースのこと。メインイベントに対する前座に当たる。

## 概要
一般に興行としてのレースイベントを考えた場合、メインとなるレースに出場する車が走行する時間は（耐久レースを除き）比較的短いことが多く、またフリー走行と予選の間、決勝当日のウォームアップセッションから決勝レースまでの間などにはマシンの点検・整備などの時間を必要とする。その間何もイベントを行わないのでは観客が暇をもてあましてしまうことになるため、興行主側ではその時間を埋めるためのイベントの一つとして別のレースを行い、ドライバーズパレードなどと並び観客へのサービスの一環とする。
一方でサポートレースに参加するドライバーにとっては「ステップアップに向けたアピールの場」としての側面も大きい。サポートレースが行われるサーキットには、当然のことながらメインイベントに参加する上位カテゴリーのチームやメーカー・スポンサーの関係者が集まっていることから、レースで目覚しい活躍を見せることでそれらの関係者に自らの能力をアピールすることができる。またそれ故に、レースの成績度外視で自らをアピールすべく激しい走りを見せるドライバーも少なくなく、「メインイベントよりも激しいレースが見られる」として、モータースポーツファンの中にはサポートレースの方を好んで見る者も少なくない。
時には、1970年代に富士グランチャンピオンレース（富士GC）のサポートイベントだったマイナーツーリング、同じく1980年代前半に富士GCのサポートイベントだったシルエットフォーミュラレースのように、サポートイベントがメインイベントと並ぶ高い人気を得てしまうケースも有る。
なお「サポートレース」という表記は自動車レースの場合によく見られ、オートバイレースの場合にはあまり見られないが、そもそもオートバイレースの場合はロードレース世界選手権・全日本ロードレース選手権に見られるように一つの選手権が複数のクラスで構成されているケースが一般的であるため、当該選手権の下位クラスのレースが実質的に上位クラスのレースのサポートイベントとなっていることが多い。

## 主なレースとサポートイベント
※下記はあくまで組み合わされる頻度の高いものを例示しているのみで、これ以外にも多数の組み合わせが存在する。
- F1
  - GP2メインシリーズ
  - スピードカー・シリーズ
  - ポルシェ・カレラカップ
- 世界ツーリングカー選手権
  - インターナショナル・フォーミュラ・マスター
  - フォーミュラ2（2009年より）
- インディカー・シリーズ
  - インディ・ライツ
- フォーミュラ・ニッポン
  - フォーミュラチャレンジ・ジャパン
  - シビックインターカップ、インテグラインターカップ
  - ネッツカップ・ヴィッツレース
- SUPER GT
  - FIA-F4選手権